# Mimacraea pulverulenta
Mimacraea pulverulenta är en fjärilsart som beskrevs av Schultze 1912. Mimacraea pulverulenta ingår i släktet Mimacraea och familjen juvelvingar. Inga underarter finns listade i Catalogue of Life.